# Nguyễn Hữu Nghĩa
Nguyễn Hữu Nghĩa (sinh ngày 13 tháng 3 năm 1972) là một chính trị gia người Việt Nam. Ông hiện là Ủy viên Ban Chấp hành Trung ương Đảng Cộng sản Việt Nam khóa XIII, Bí thư Tỉnh ủy Hưng Yên.

## Xuất thân và giáo dục
Nguyễn Hữu Nghĩa sinh ngày 13 tháng 3 năm 1972 tại xã Vân Hà, huyện Đông Anh, Thành phố Hà Nội.
Ông có bằng Thạc sĩ Kinh tế, Cao cấp Lý luận Chính trị.
Ông vào Đảng ngày 18 tháng 3 năm 1999.

## Sự nghiệp
Trước tháng 5 năm 2018 ông công tác trong ngành ngân hàng, từng giữ các chức vụ: Phó Trưởng phòng Thanh toán vay nợ quốc tế, Sở Giao dịch, Ngân hàng Nhà nước Việt Nam; Phó Trưởng phòng, rồi Trưởng phòng Chiến lược phát triển ngân hàng Trung ương, Vụ Chiến lược phát triển ngân hàng; Phó Chánh Thanh tra ngân hàng; Vụ trưởng Vụ Dự báo, thống kê tiền tệ; Chánh Thanh tra, giám sát ngân hàng
Tháng 5 năm 2018, ông được bổ nhiệm giữ chức Vụ trưởng Vụ Kinh tế Tổng hợp, Ban Kinh tế Trung ương
Ngày 11 tháng 1 năm 2019, Ban Bí thư bổ nhiệm ông giữ chức Phó Trưởng Ban Kinh tế Trung ương
Tháng 6/2020: Tại Đại hội Đảng bộ cơ quan Ban Kinh tế Trung ương lần thứ 2, ông được bầu giữ chức Bí thư Đảng ủy Đảng bộ cơ quan Ban Kinh tế Trung ương nhiệm kỳ 2020-2025
Ngày 30 tháng 1 năm 2021: Tại Đại hội Đảng Cộng sản Việt Nam XIII, ông được bầu làm Ủy viên Trung ương Đảng khóa XIII, nhiệm kỳ 2021-2026.
Ngày 15 tháng 6 năm 2021, Bộ Chính trị Quyết định phân công, điều động, chỉ định tham gia BCH, Ban Thường vụ Tỉnh ủy và giữ chức Bí thư Tỉnh ủy Hưng Yên nhiệm kỳ 2020 - 2025, thay thế ông Đỗ Tiến Sỹ giữ chức Tổng giám đốc Đài tiếng nói Việt Nam.
Ngày 30 tháng 6 năm 2025, tại tỉnh Hưng Yên, Thứ trưởng Bộ Nội vụ Nguyễn Mạnh Khương công bố Nghị quyết của Quốc hội về sắp xếp đơn vị hành chính cấp tỉnh (sáp nhập tỉnh Hưng Yên và tỉnh Thái Bình thành tỉnh Hưng Yên mới) và cấp xã, công bố và trao quyết định của Bộ Chính trị về việc thành lập Đảng bộ tỉnh Hưng Yên mới trực thuộc Ban Chấp hành Trung ương Đảng trên cơ sở hợp nhất 2 đảng bộ tỉnh Hưng Yên và tỉnh Thái Bình, chỉ định đồng chí Nguyễn Hữu Nghĩa, Bí thư Tỉnh ủy Hưng Yên tiếp tục làm Bí thư Tỉnh ủy Hưng Yên từ ngày 01/07.